# International Sikh Youth Federation
L'International Sikh Youth Federation (français : Fédération internationale de la jeunesse sikh, ISYF) est une organisation armée indépendantiste sikh. Créé en 1984 à Birmingham par Satinder Pal, l'ISYF est issue de l'All India Sikh Students Federation. Soutenu par la diaspora sikhe, l'ISYF est divisé en deux factions : la Faction Bitto, mené par Daljit Singh Bitto et la Faction Rode, mené par Lakhbir Singh Rode. L'organisation est placée sur la liste officielle des organisations terroristes du Canada, de l'Union européenne, du Royaume-Uni, des États-Unis d'Amérique et de l'Inde.